# Polycentropus irroratus
Polycentropus irroratus – owad wodny, chruścik z rodziny Polycentropodidae. Larwy budują sieci łowne, są drapieżne, żyją w średniej wielkości rzekach potamal nizinnych i pojeziernych, zasiedlają głównie dno kamieniste. Gatunek rzadszy niż Polycentropus flavomaculatus (z którym jest niekiedy synonimizowany) i mniej liczny, wrażliwy na zanieczyszczenia wody i antropogeniczne przekształcenia koryta rzecznego. Z tego względu jest dobrym bioindykatorem.